# 伊夫尼齊亞
50°9′4″N 29°2′15″E / 50.15111°N 29.03750°E

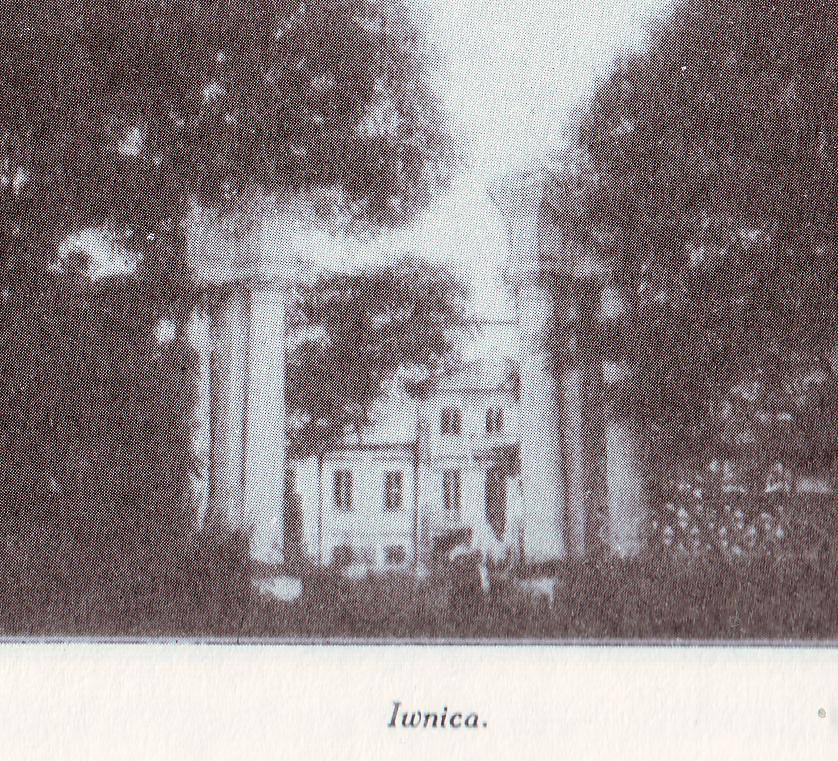
1929年的伊夫尼齐亚

伊夫尼齊亞（烏克蘭語：Івниця），是烏克蘭北部的村莊，隸屬日托米爾州的日托米爾區。該村始建於1683年，面積30.61平方公里，海拔高度210米，2023年人口1,339，人口密度每平方公里53.71人。